# 雲出藩
雲出藩（くもずはん）は、伊勢国一志郡雲出村（現在の三重県津市雲出本郷町）に存在した藩。

## 概要
豊臣家臣の蒔田広定が、1万石の大名としてこの地を治めていた。
慶長5年（1600年）の関ヶ原の戦いで西軍に与した広定は、毛利秀元や吉川広家らと共に伊勢侵攻の一翼を担ったため、西軍が9月15日の本戦で壊滅すると、高野山に蟄居した。しかし浅野長政・浅野幸長らの尽力もあって早くに罪を許され、本領を安堵された（このときのことは異説が多く、史書によっては改易されたとも、本領安堵されたとも、広定自身が逐電したとも言われており、定かではない）。
慶長10年（1605年）、広定は備中国浅尾藩に移封され、雲出藩は廃藩となり、その所領は富田信高と藤堂高虎の津藩領となった。

## 歴代藩主
蒔田家
1万石。外様。
1. 蒔田広定（ひろさだ）〈従五位下、左衛門権佐〉